# 吉林铁路局
吉林铁路局是中华人民共和国铁道部在历史上曾经存在过的一个铁路局，其主要负责吉林省东部的国有铁路及其相关资产的管辖和运营。铁路局机关驻吉林市。管内营业里程2298.6km。1983年10月1日并入沈阳铁路局。

## 历史
20世纪初期，在吉林市境内分别建设了三条铁路：日本贷款修建并受满铁控制的1912年通车的吉长铁路、1926年通车的吉敦铁路；中国东北地方政府官商合资兴建的1929年通车的吉海铁路。分线设管理局，分线经营。
1931年11月，满铁将吉长、吉敦两路局合并为“吉长吉敦铁路局”，并与吉海铁路在吉林站接轨，打破了分割局面。1934年初，沈阳铁路总局将所辖9个铁路局合并为哈尔滨铁路局、奉天铁路局、新京铁路局、洮南铁路局，其中“吉长吉敦铁路局”与吉海铁路局合并入“新京铁路局”，东北全境铁路实行统一管理。1935年9月，新京铁路局迁驻吉林市，改称吉林铁路局。1937年12月，改为“吉林铁道局”。1945年日本投降后，“吉林铁路局维持会”负责维持铁路运输。1946年4月苏军撤退后，东满铁路管理局接收了吉林铁路局维持会。1946年5月下旬东满局撤退至哈尔滨、图们。1946年7月1日成立中华民国交通部吉林区铁路管理局。1948年3月9日，东北人民解放军占领吉林市，3月26日成立东北铁路总局吉林办事处，处长孙光，副处长孙鲁光。1948年9月1日，牡丹江铁路管理局、通化铁路管理局、东北铁路总局吉林铁路办事处合并，成立吉林铁路管理局，局长陈大凡（未到职）/郭洪涛，副局长孙鲁光、严子涛。工程处长于磊，财务处长朱成烈，运输处长耿一凡，人事处长蔡明远，总务处长董岐，政治部主任孙光，组织部长吴冶山，工会主席范辉。随即全力投入辽沈战役的铁路运输。当时局界为：平齐铁路四平站与泉沟站间5km；拉滨铁路杜家站与五常站间121km；牡图铁路曲江站与海浪站间244km；沈吉铁路向沈阳市发展中；长图铁路向长春市发展中。至中华人民共和国建立前，陆续设立长春、梅河口、图们铁路分局。
1950年5月1日起，哈大铁路划归中苏合资的中长铁路局，因此原属沈阳铁路管理局的安东铁路分局划归吉林铁路管理局。1950年11月由于抗美援朝军事运输需要，安东铁路分局划归铁道部东北铁路特派员办直属。1958年10月15日，吉林铁路管理局改称吉林铁路局。1959年1月1日，调整了与哈局、沈局的管界，同时长春铁路办事处（长铁分局改称）划归吉局，但于1959年2月25日又复归沈局。1983年10月1日并入沈阳铁路局。
局机关大楼位于吉林火车站西侧站前广场北，始建于1934年，由日本人村上次野设计，为东洋式建筑风格，2007年5月31日被确定为吉林省级文物保护单位。
历任局长：孙光，孙鲁光，蔡明远，严梓涛，贺力，李立行。副局长：刘雨浓，刘尚志，张允，余伟东。政治部主任：陈德昌，陈东，宋子珠。

## 局界
长图铁路长春东站与龙泉站间5.5km；牡图铁路鹿道站与斗沟子站之间146km；平梅铁路四平站与平东站间0.162km；沈吉铁路清原站与长山堡站之间147km；拉滨铁路杜家站与五常站间121km；

## 下辖

### 内设
- 办公室 主任王家录
  - 秘书科
  - 文书科
  - 行政科
  - 管理科
- 总工程师室 林墩
  - 综合技术组
  - 设备管理组
  - 质量管理组
  - 标准计量组
- 安全监察室 王洪邦
- 信访办
- 人防战备办
- 运输处
  - 货运计划科
  - 技术管理科
  - 车站科
  - 调度科
- 机务处
  - 运用科
  - 检修科
  - 燃料科
  - 水电科
  - 技术设备科
  - 化验所
  - 电力试验所
  - 煤炭质量检验所
  - 棋盘机务段筹建组
  - 驻局机车验收室
- 车辆处 车景泰
  - 运用科
  - 检修科
  - 技术设备科
- 工务处
- 电务处
- 货运处
  - 货管科
  - 设备专用线科
  - 货运安全监察科
- 客运处
  - 技术科
  - 客运科
  - 旅行服务科
- 房产建筑处
- 基本建设处
- 计划统计处
- 财务处
- 人事劳资处郭
- 教育处
  - 普通教育科
  - 职工教育科
  - 综合科
  - 电大工作站
- 卫生处张
  - 医政科
  - 防疫科
  - 计划财务科
  - 人事劳资科
  - 计划生育办
  - 爱卫会办
  - 吉林中心医院曹建
- 物资管理处
- 职工生活处
  - 职工生活科
  - 供应业务科
  - 职工生活采购供应站
- 劳动环境保护处
  - 环境保护监察科
  - 劳动保护科
- 知青办
- 计划生育办
- 人武部贾兴华
- 科学技术研究所
- 吉铁职工大学
- 吉林铁路运输经济学校
- 公安处梁书斌
- 集体企业管理办
  - 招待所
  - 机关农场
  - 综合科
  - 人事科
  - 财务监察科
  - 待业青年管理科

### 吉林铁路分局
1949年12月1日成立。

### 通化铁路分局
1945年9月8日根据吉林铁道局维持会命令，成立通化管理部，部长邹业德。11月初，辽东人民自治军通化支队司令员刘东元派遣抗大一分校学员纪政夫带一个警卫班接管通化管理部，任监委、军代表。12月初，东北人民自治军通化后方司令朱瑞派遣徐彬组建通化铁路管理局，局长徐彬，副局长纪政夫。1946年3月1日改为东满铁路管理局通化分局，局长徐彬，副局长纪政夫、邹业德；梅河口分局局长韩凤超，副局长石玉勇。1946年8月10日，由于国民党占吉林市，辽宁省政府把通化铁路分局改为通化铁路管理局，局长徐彬，党委书记田力夫，副局长王知白、邹业德、监委李泮明。邹业德等6人在临江被处决。1946年10月国民党军占领通化，11月14日改称临江铁路管理局，局长徐彬，副局长韩凤超，管辖鸭大线、浑三线计106km。1947年5月22日通化解放，设立通化办事处，主任袁海城。11月28日铁路局迁驻通化。1948年2月1日临江铁路管理局改称通化铁路管理局，东北行政委员会辽东办事处财经委员会主任吕东兼任局长，李泮明任副局长兼党委书记、代理局长。1948年6月上划东北铁路总局领导。1948年9月1日并入吉林铁路管理局。1949年2月4日设立吉林铁路管理局梅河口分局，管辖抚顺城、海龙、至四平站的范围733.6km线路。

### 图们铁路分局
1945年11月30日，根据延边地委、专署的决定，在朝阳川成立延边铁路管理局，池喜谦任局长，李忠振任副局长。管辖哈尔巴岭、大兴沟以内。1946年2月，东满铁路管理局派康礼（即金玉成）接管，3月1日改称延边分局，局长康礼。5月1日迁驻图们改称图们分局。